# Gaston Rivierre
Gaston Rivierre (Asnières-sur-Seine, 3 de juny de 1862 - Levallois-Perret, 1 de desembre de 1942) va ser un ciclista francès que va córrer entre 1892 i 1901, aconseguint 9 victòries, 3 d'elles a la Bordeus-París.

## Palmarès
- 1894
  - 1r a la Lió-París-Lió
  - 1r dels 1.000 km de París
  - 1r a la Bol d'or des Monédières Chaumeil
- 1895
  - 1r a la Bol d'or des Monédières Chaumeil
- 1896
  - 1r de la Bordeus-París
  - 1r del Bol d'Or
- 1897
  - 1r de la Bordeus-París
  - 1r a la Bol d'or des Monédières Chaumeil
- 1898
  - 1r de la Bordeus-París